# Перес, Мариньо
Ма́рио Пе́рес Улибарри́ (порт.-браз. Mario Peres Ulibarri; 19 марта 1947, Сорокаба, Бразилия — 18 сентября 2023), более известный под именем Мари́ньо Пе́рес (порт.-браз. Marinho Peres) — бразильский футболист, центральный защитник; футбольный тренер.

## Карьера
| Клуб      | Сезон   | Чемпионат Испании | Чемпионат Испании | Кубок Испании | Кубок Испании | Кубок европейских чемпионов | Кубок европейских чемпионов | Кубок УЕФА | Кубок УЕФА | Товарищеские матчи | Товарищеские матчи | Итого | Итого |
| Клуб      | Сезон   | Игры              | Голы              | Игры          | Голы          | Игры                        | Голы                        | Игры       | Голы       | Игры               | Голы               | Игры  | Голы  |
| --------- | ------- | ----------------- | ----------------- | ------------- | ------------- | --------------------------- | --------------------------- | ---------- | ---------- | ------------------ | ------------------ | ----- | ----- |
| Барселона | 1974/75 | 17                | 3                 | 4             | 0             | 4                           | 2                           | 0          | 0          | 3                  | 1                  | 28    | 6     |
| Барселона | 1975/76 | 3                 | 0                 | 0             | 0             | 0                           | 0                           | 1          | 0          | 6                  | 1                  | 10    | 1     |
| Барселона | Итого   | 20                | 3                 | 4             | 0             | 4                           | 2                           | 1          | 0          | 9                  | 2                  | 38    | 7     |

### В сборной
В сборной Бразилии Мариньо Перес дебютировал 17 июля 1968 года в товарищеском матче со сборной Перу, завершившимся со счётом 4:0. В составе сборной Мариньо Перес принял участие в чемпионате мира 1974 года. Своё последнее выступление за сборную Мариньо Перес провёл в матче за третье место на чемпионате мира 1974 года против сборной Польши 6 июля 1974 года, тот матч завершился поражением бразильцев со счётом 0:1. Всего же за сборную Мариньо Перес сыграл 12 официальных матчей в которых забил 1 гол. Также Мариньо Перес сыграл за сборную 3 неофициальных матча.
| №  | Дата           | Соперник   | Счёт | Голы | Турнир              |
| 1  | 17 июля 1968   | Перу       | 4:0  | -    | Товарищеский матч   |
| 2  | 26 апреля 1972 | Парагвай   | 3:2  | -    | Товарищеский матч   |
| 3  | 1 мая 1974     | Австрия    | 0:0  | -    | Товарищеский матч   |
| 4  | 5 мая 1974     | Ирландия   | 2:1  | -    | Товарищеский матч   |
| 5  | 12 мая 1974    | Парагвай   | 2:0  | 1    | Товарищеский матч   |
| 6  | 13 июня 1974   | Югославия  | 0:0  | -    | Чемпионат мира 1974 |
| 7  | 18 июня 1974   | Шотландии  | 0:0  | -    | Чемпионат мира 1974 |
| 8  | 22 июня 1974   | Заир       | 3:0  | -    | Чемпионат мира 1974 |
| 9  | 26 июня 1974   | ГДР        | 1:0  | -    | Чемпионат мира 1974 |
| 10 | 30 июня 1974   | Аргентина  | 2:1  | -    | Чемпионат мира 1974 |
| 11 | 3 июля 1974    | Нидерланды | 0:2  | -    | Чемпионат мира 1974 |
| 12 | 6 июля 1974    | Польша     | 0:1  | -    | Чемпионат мира 1974 |

Итого: 12 матчей / 1 гол; 7 побед, 3 ничьих, 2 поражения.
| № | Дата           | Соперник               | Счёт | Голы | Турнир            |
| 1 | 26 мая 1974    | Сборная юго-запада ФРГ | 3:2  | -    | Товарищеский матч |
| 2 | 30 мая 1974    | Страсбур               | 1:1  | -    | Товарищеский матч |
| 3 | 6 октября 1976 | Фламенго               | 0:2  | -    | Товарищеский матч |

Итого: 3 матча; 1 победа, 1 ничья, 1 поражение.

## Достижения

### Командные
«Сантос»
- Чемпион штата Сан-Паулу: 1973

 «Сантос»
- Чемпион Бразилии: 1976
- Чемпион штата Риу-Гранди-ду-Сул: 1976

### Тренерские
«Витория» (Гимарайнш)
- Бронзовый призёр чемпионата Португалии: 1987

 «Белененсиш»
- Бронзовый призёр чемпионата Португалии: 1988
- Обладатель Кубка Португалии: 1989

 «Спортинг» (Лиссабон)
- Бронзовый призёр чемпионата Португалии: 1991

 «Ботафого»
- Обладатель Кубка Гуанабара: 1997